# Jorge Casado
Jorge Casado Rodríguez (n. 26 iunie 1989 în Madrid, Spania), cunoscut ca Jorge Casado, este un fotbalist sub contract cu Real Madrid Castilla.